# Roter Kogl
Roter Kogl är en bergstopp i Österrike.   Den ligger i distriktet Innsbruck-Land och förbundslandet Tyrolen, i den västra delen av landet, 400 km väster om huvudstaden Wien. Toppen på Roter Kogl är 2 741 meter över havet.
Terrängen runt Roter Kogl är huvudsakligen bergig. Närmaste större samhälle är Neustift im Stubaital, 11,5 km öster om Roter Kogl. 
Trakten runt Roter Kogl består i huvudsak av gräsmarker. Runt Roter Kogl är det ganska tätbefolkat, med 80 invånare per kvadratkilometer.